# Fermín Apalategui
Fermín Apalategi, né en 1915 à Ataun et mort à une date inconnue,, est un coureur cycliste espagnol. Il participe à des compétitions durant des années 1930.

## Biographie
Fermín Apalategi est devenu champion d'Espagne de cyclo-cross en 1935. Il a également obtenu plusieurs victoires et diverses places d'honneur dans des courses sur route au Pays basque. 

## Palmarès sur route
- 1934
  - Campeonato del Urola
  - Lazkaoko Proba
- 1935
  - Prueba Loinaz
  - Circuito de Abanto y Ciervana
  - Vuelta a Tafalla
- 1936
  - 3e du GP Pascuas

## Palmarès en cyclo-cross
- 1933
  - 3e du championnat de Saint-Sébastien de cyclo-cross
- 1935
  -  Champion d'Espagne de cyclo-cross
  - 2e du championnat de Saint-Sébastien de cyclo-cross
- 1936
  - Championnat de Saint-Sébastien de cyclo-cross